# Wrens

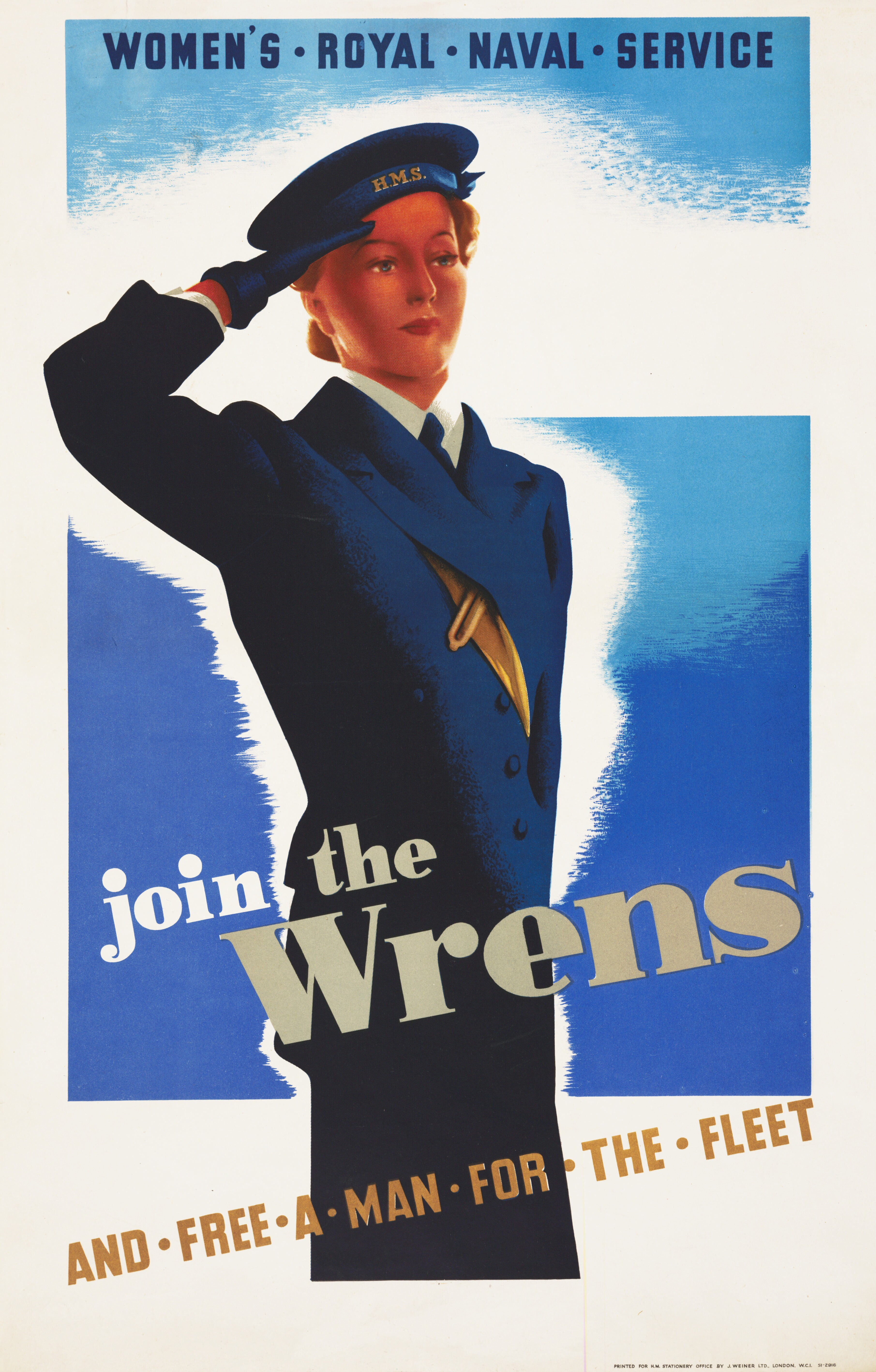
Anwerbeplakat

Der Women’s Royal Naval Service (Abkürzung: WRNS; deutsch etwa „Königlicher Marinedienst der Frauen“), im allgemeinen Sprachgebrauch und auch offiziell Wrens genannt, bezeichnete den Teil der Royal Navy, also der Kriegsmarine des Vereinigten Königreichs, der Frauen zugänglich war. Sie selbst wurden ebenfalls kurz als die Wrens (Singular: Wren, deutsch wörtlich: „Zaunkönig“) bezeichnet.

## Organisation

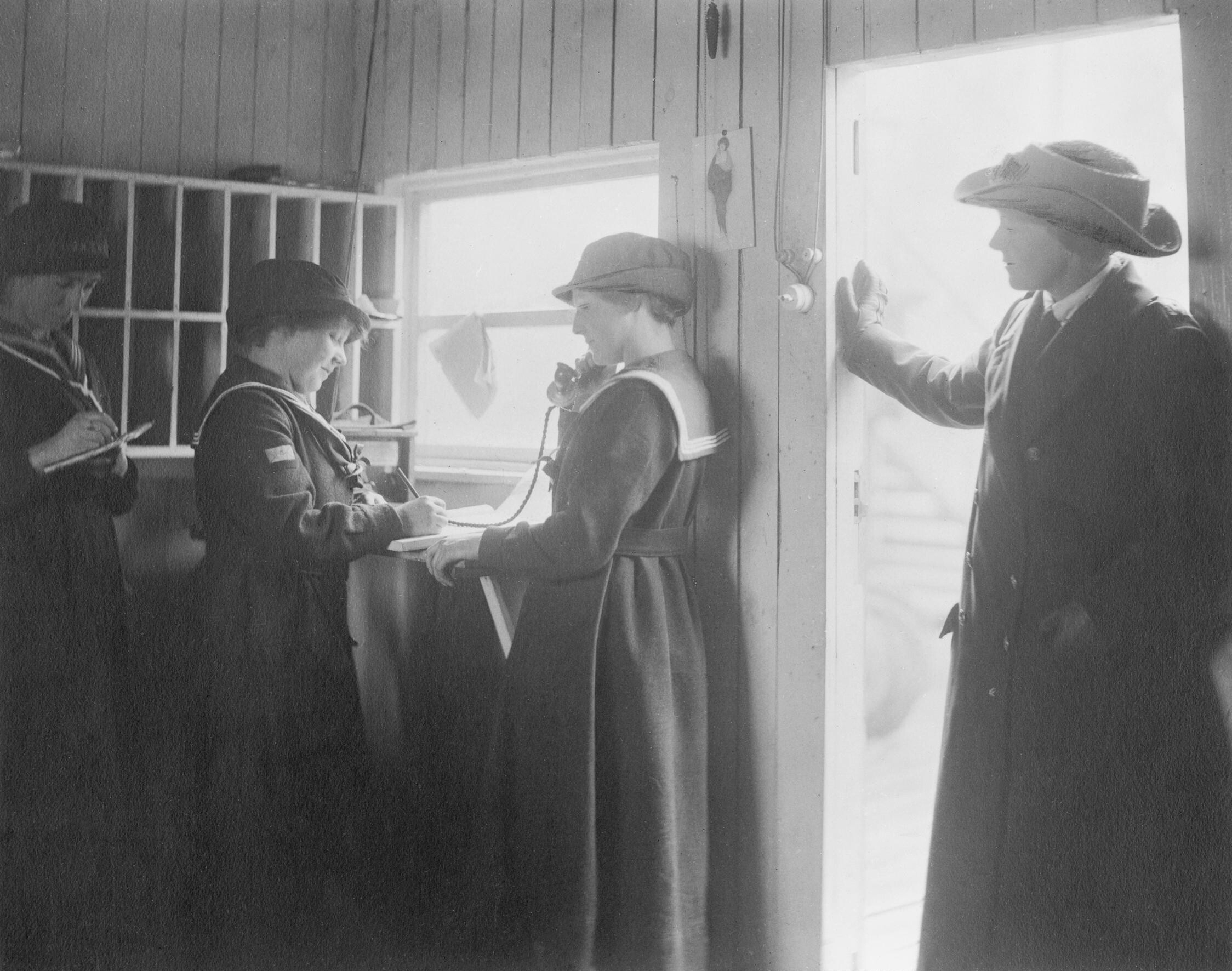
Wrens im Ersten Weltkrieg

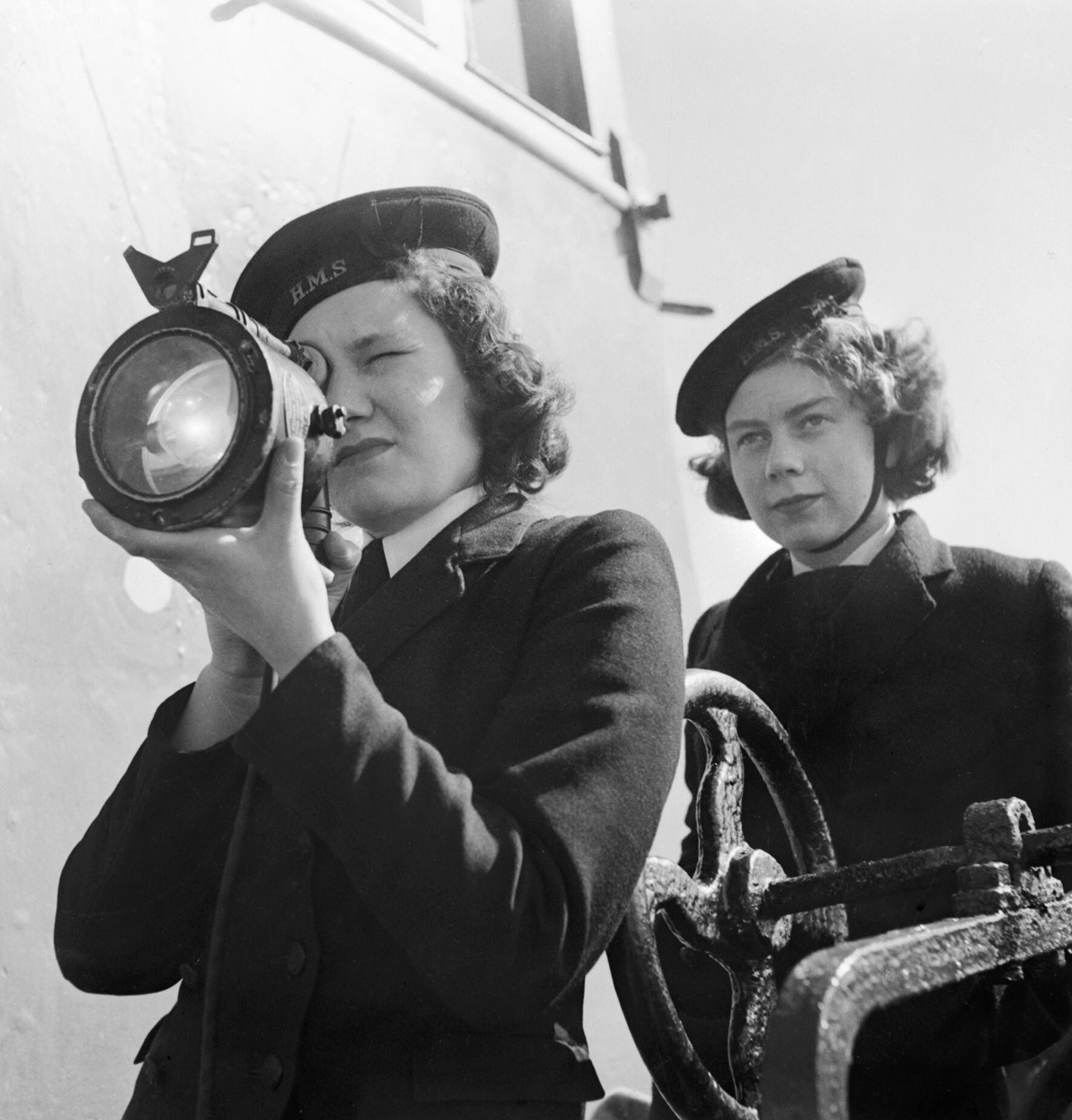
Wrens im Zweiten Weltkrieg

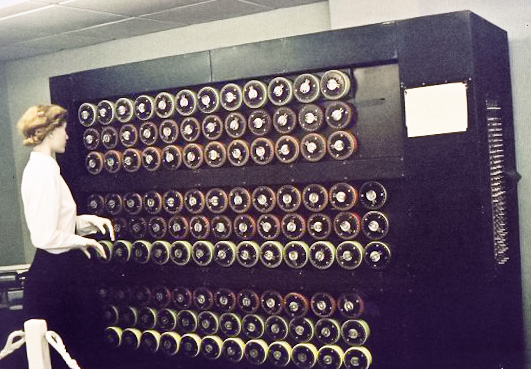
Eine Wren bedient die Turing-Bombe (nachgestellte Szene aus Bletchley Park)

Diese britische Marineorganisation wurde während des Ersten Weltkriegs im Jahr 1917 gegründet, um Männer für den Frontdienst freizumachen. Die ihr angehörenden Frauen waren beispielsweise als Köchinnen, Sekretärinnen, Telegraphistinnen oder Elektrikerinnen tätig. Insgesamt umfasste der Dienst zum Ende des Krieges rund 5500 Angehörige, von denen etwa 500 den Rang eines Offiziers bekleideten. Im Jahr 1919 wurde die Organisation aufgelöst.
Mit Beginn des Zweiten Weltkriegs im Jahr 1939 wurde dieser weibliche Marinedienst wiedergegründet und die Funktionen für die Frauen erweitert, die nun beispielsweise auch als Funkabhörspezialistinnen oder Pilotinnen für Transportflugzeuge zugelassen wurden. In äußerst wichtiger und hochgeheimer Funktion bedienten einige von ihnen eine kryptanalytische Maschine, genannt die Turing-Bombe, mit deren Hilfe der von der deutschen Wehrmacht mit der Schlüsselmaschine Enigma verschlüsselte Nachrichtenverkehr durch die Briten gebrochen werden konnte.
Ein bekannter Slogan zur Anwerbung der Frauen lautete „Join the Wrens – and free a man for the fleet“ (deutsch: „Komm zu den Wrens – und ein Mann kann zur Flotte“). Im Jahr 1944 umfasste der Dienst rund 75.000 weibliche Angehörige. Etwa 100 von ihnen kamen während des Kriegs ums Leben.
Die Organisation wurde nach dem Zweiten Weltkrieg nicht wieder aufgelöst und schließlich im Jahr 1993 in die „reguläre“ Royal Navy integriert.